# Psammoecus ornatus
Psammoecus ornatus es una especie de coleóptero de la familia Silvanidae.

## Distribución geográfica
Habita en Indonesia.